# Notion (приложение)
Notion — приложение, которое предоставляет такие компоненты, как базы данных, доски канбан, вики, календари и напоминания. Пользователи могут подключать эти компоненты для создания собственных систем управления знаниями, ведения заметок, управления данными, управления проектами и другими. Эти компоненты и системы могут использоваться индивидуально или совместно с другими.

## История
Notion Labs Inc — стартап из Сан-Франциско, основанный в 2016 году. Однако учредители Notion отказались встречаться с венчурными капиталистами или приобретать более высокую оценку.
Приложение было запущено в марте 2016 года для веб-браузеров и OS X, в мае 2017 года для Microsoft Windows и в июне 2017 года для iOS.
В марте 2018 года программное обеспечение было обновлено до версии 2.0, получив высокую оценку «Product Hunt» как Продукт месяца № 1 и опубликовано в статье The Wall Street Journal. На тот момент в компании работало менее 10 человек.
В июне 2018 года было выпущено официальное приложение для Android. В сентябре 2019 года компания объявила о миллионе пользователей. В апреле 2020 года компания, имея 4 миллиона пользователей, привлекла 50 миллионов долларов при оценке в 2 миллиарда долларов.
7 сентября 2021 года Notion приобрела стартап Automate.io из Хайдарабада. В октябре того же года новый раунд финансирования под руководством Coatue Management и Sequoia Capital помог Notion привлечь 275 миллионов долларов. Инвестиции оценили Notion в 10 миллиардов долларов, а всего у компании было 20 миллионов пользователей.
В 2022 году Notion запустила сертифицированную программу Notion, официальную аккредитацию, которая позволяет пользователям расширять свой опыт. Notion также присоединилась к инициативе Security First Initiative, коалиции технологических компаний, которые обязались активно делиться информацией о безопасности со своими клиентами.
В июне 2022 года Notion приобрела программу для создания календарей Cron.
В июле 2022 года компания Notion приобрела Flow Dash.
В ноябре 2022 года Notion объявила о своем официальном японском релизе.
В феврале 2023 года компания Notion выпустила сервис «Notion AI», который можно использовать в рабочем пространстве.
В апреле 2023 года Notion выпустила многофакторную аутентификацию для своих пользователей.
В ноябре 2023 года Notion выпустила «Q&A», новую функцию ИИ, которая позволяет пользователям задавать вопросы непосредственно ИИ и получать ответы, основанные на широком спектре информации, хранящейся в рабочем пространстве.
17 января 2024 года Notion выпустила свой второй продукт «Notion Calendar», полнофункциональное приложение-календарь с интеграцией в страницы и базы данных Notion.
9 февраля 2024 года Notion приобрела сервис электронной почты Skiff.
26 августа 2024 года компания объявила о блокировке аккаунтов пользователей из России с 9 сентября 2024 года из-за санкций США.

## Программное обеспечение
Notion является совместной платформой с поддержкой разметки Markdown, которая интегрирует канбан доски, задачи, вики и базы данных. Компания заявляет о себе как о едином рабочем пространстве для ведения заметок, управления знаниями и данными, управления проектами и задачами. Программное обеспечение описывается как инструмент управления файлами, предлагающий единое рабочее пространство, позволяющее пользователям комментировать текущие проекты, участвовать в обсуждениях и получать отзывы от других. В дополнение к кроссплатформенным приложениям к нему можно получить доступ через большинство веб-браузеров. Оно имеет веб-клиппер.
Инструмент компании помогает пользователям планировать задачи, управлять файлами, сохранять документы и устанавливать напоминания для еженедельной повестки дня, позволяя пользователям организовывать свою работу. Это позволяет пользователям встраивать любой онлайн-контент в страницы Notion, используя Embed.ly.

### Notion Mail
В апреле 2025 года Notion выпустил Notion Mail — почтовый клиент для Gmail на базе ИИ. Notion Mail подключается к аккаунтам Gmail пользователей Notion и использует AI, чтобы помочь пользователям организовывать свои электронные письма, составлять черновики ответов, планировать встречи и выполнять поиск по сообщениям. Любой пользователь Notion может зарегистрироваться, а возможности AI Notion Mail бесплатны с ежемесячными лимитами использования или неограничены через платный уровень.

## Ценообразование
Notion имеет четырехуровневую модель подписки: бесплатная, персональная, коллективная и корпоративная. Приложение предлагает кредитную систему аккаунта и может зарабатывать кредит с помощью рефералов. Пользователи не будут платить, если они имеют остаток на своих счетах.
По состоянию на май 2020 года компания обновила Персональный план, разрешив неограниченное количество блоков, в отличие от такого ограничения до этого. Это позволило пользователям иметь неограниченное хранилище.

## Интеграции
Notion позволяет пользователям подключаться к Slack. Можно писать уравнения, например, в формате LaTeX. Имеется возможность импортировать данные в Notion из других приложений, например, таких как Trello.